# Heute in Jerusalem
Heute in Jerusalem ist das Lied, mit dem die Sängerin Ina Wolf unter ihrem damaligen Künstlernamen Christina Simon für Österreich am Eurovision Song Contest 1979 in Jerusalem teilnahm. Das Lied, dessen Text von André Heller stammt, erreichte unter 19 Beiträgen den geteilten letzten Platz. In mehreren Rezensionen wurden die künstlerischen Qualitäten hervorgehoben.

## Entstehung
Bereits auf den Konzerten seiner Tournee vom 23. bis 28. November 1975 in Israel hatte Heller ein hymnisches Lied Jetzt fahr’n wir nach Jerusalem gesungen, wovon auch Aufnahmen auf seinem 1978 veröffentlichten Live-Album Bitter und Süß erschienen.
Bei der Anmeldung zum Eurovision Song Contest wurde der Name Josef Dermoser als Komponist angegeben. Auf den nachfolgenden Schallplattenveröffentlichungen erschien dagegen der Name von Peter Wolf, der jedoch das Lied nach eigenen Angaben nicht geschrieben hat.
Peter Wolf war 1973 als Musiker in die Vereinigten Staaten übersiedelt und spielte in der Gruppe des Rockmusikers Frank Zappa. Christina Simon war 1977 ebenfalls in die USA gegangen, kehrte aber für gelegentliche Gastspiele nach Europa zurück.
Heller und Peter Wolf hatten zuvor schon zusammengearbeitet. 1978 erschien die Jazz-Rock-LP André Heller Poetic Sound – Music for Lovers and Loosers des Peter Wolf Objective Truth Orchestra, die allerdings eine reine Instrumentalplatte ist, und Wolf wirkte 1978 bei Hellers LP Basta mit.

## Vorschau-Film

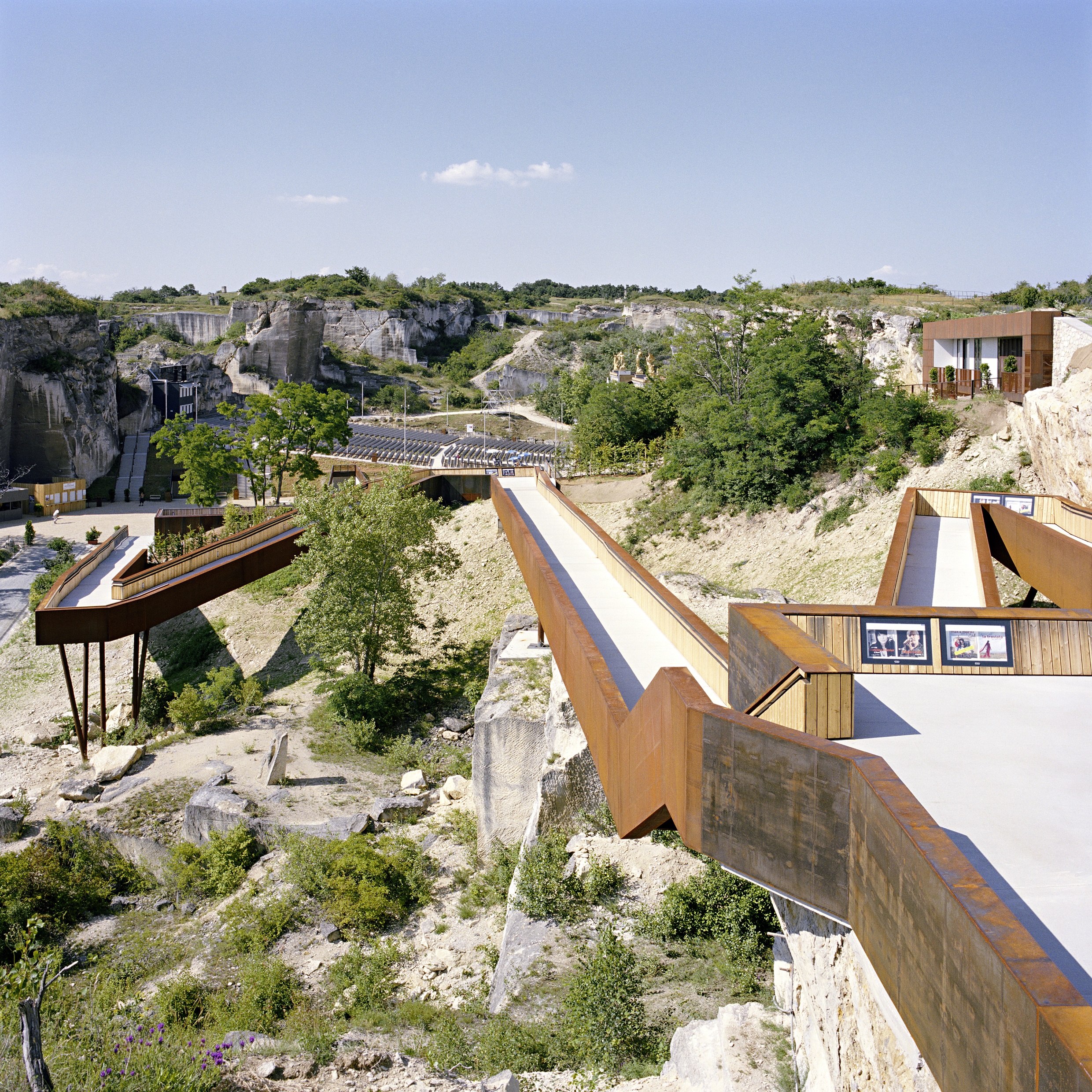
Die Filmaufnahmen 1979 fanden am direkt links hinter den Zuschauerreihen alleinstehenden Felsen statt.

Die Aufnahmen für das vorgeschriebene Vorschau-Video des Wettbewerbsbeitrages wurden im Römersteinbruch St. Margarethen gedreht, der heutzutage zu einer Opernbühne ausgebaut worden ist. Der Film zeigt, wie Simon die Strophe und den 1. Refrain unten vor einem hohen alleinstehenden Felsen singt; während der anschließenden Wiederholung des Refrains wird sie oben auf dem Felsen singend von der schwebenden Kamera umkreist.

## Eurovisionswettbewerb
Beim Eurovisionswettbewerb am 31. März 1979 wurde das Lied als vorletzter der 19 Beiträge dargeboten. Neben dem unterhalb der Bühne platzierten, von Richard Oesterreicher dirigierten Streichorchester wurde Simon durch eine Jazzband aus Saxophon, Klavier, Bass und Schlagzeug begleitet. Der Pianist an einem Konzertflügel und der Saxophonist Lou Marini waren im Bühnenhintergrund platziert.
In der Bewertung erhielt der Beitrag nur fünf Punkte, vier durch Italien und einen von Großbritannien. Es kam damit auf den letzten Platz, gemeinsam mit dem von Micha Marah gesungenen belgischen Beitrag Hey Nana.

## Nach dem Wettbewerb
Es wurden Singles des Liedes in einer deutschen und englischsprachigen Fassungen produziert, die sich allerdings nicht in der Verkaufscharts platzieren konnten.
Ina Wolf und Peter Wolf lebten von 1977 bis 1994 in den USA, wo der österreichische Komponist zu einem erfolgreichen Musikproduzenten wurde. Peter Wolf und Ina Wolf waren von 1979 bis 1995 ein Paar. Peter Wolf ließ die Eheschließung vor einem kalifornischen Gericht annullieren.
Den Appell „Erhebet euch“ zu Beginn der ersten Strophe
„Erhebet euch, tut ab den Schlaf in dieser Zeit der bitteren Früchte…“
verwendete Heller erneut im Refrain seines Liedes Erhebet Euch Geliebte, das er im Konzert „Popstars gegen Pershing“ im Bochumer Ruhrstadion am 11. September 1982 aufführte und 1983 auf dem Album Stimmenhören veröffentlichte.

## Rezeption
Der amerikanische Journalist Ilan Seidner berichtete im Vorfeld:
„Der diesjährige Wettbewerb verspricht auf einem höheren künstlerischen Niveau zu stehen als vorhergehende. Ein Grund dafür ist der österreichische Beitrag, ein Lied, das vom Dichter André Heller geschrieben wurde, mit dem Titel Heute in Jerusalem. Es zollt der Schönheit der Stadt Tribut, und drückt eine Sehnsucht nach Frieden aus. In einem Interview sagte der Dichter kürzlich, daß Jerusalem ‚kaum der geeignete Ort für sinnlosen Pop-Müll ist‘. Die israelischen Eurovisions-Veranstalter teilen diese Meinung vollumfänglich. Ihr ganzes Ziel besteht darin, eine hochklassige Vorstellung darzubieten.“
Der Kabarettist Henning Venske schrieb in seinem Verriss der Jerusalemer Eurovisions-Veranstaltung:
„(…) die Weihen für all diesen Unfug kamen aus Österreich: Seht, aus der Kühle hoher Luft, da fallen 100 Monde als Zeichen für den Neubeginn, als Sinn wider den Widersinn! Schade, daß André Heller seine Lyrik nicht selbst gesungen hat. Das hätte seinen Ruf als Peter Alexander für Abiturienten gefestigt.“
Der Filmregisseur Eckhart Schmidt äußerte 1979, dass Heller, Wolf und Simon
„für Österreich an einem Wettbewerb teilnehmen, obwohl sie ganz genau wissen, dass sie nicht gewinnen können. Sie präsentieren ihre Arbeit nicht, weil sie von der tröstlichen Devise ‚Dabei sein ist alles‘ durchdrungen sind, sondern weil sie völlig unsportlich, völlig relaxt, völlig glücklich einfach die Chance wahrnehmen, den 500 Millionen Zuschauern des Wettbewerbs einmal eine andere Art von Auftritt und Musik vorzuführen – ihre Art von Musik und Auftritt.“
Ein Fernsehbericht über das Lied und ein Studio-Interview mit Ina Wolf wurde am 9. Juli 2000 in der von Thaddäus Podgorski moderierten Sendung Déjà vu (ORF2) ausgestrahlt.
Kobi Oshrat, der Komponist und Dirigent des Siegerliedes „Hallelujah“, erinnerte sich in einem 2011 geführten Interview:
„Christina Simon war eine großartige Sängerin, ihr Lied hieß ‚Heute in Jerusalem‘. Sie war frustriert, weil sie bisher keine Zeit gehabt hatte, die Stadt zu besuchen, über die sie singt. Daher nahm ich sie mit in die Altstadt und zur Klagemauer. Es bewegte sie, als ein orthodoxer Jude mich ansprach und bat, Gebetsriemen anzulegen. Später bedankte sie sich eindringlich und sagte: ‚Jetzt weiß zumindest ich, worüber ich singen werde‘. Ich liebte ihr Lied, aber es hatte von Beginn an keine Chance: zu jazzig und viel zu kompliziert für einen Liederwettbewerb. Leider wurde Österreich Letzter.“

## Singles
- 1. Heute in Jerusalem, 2. Babaya (Musik: Peter Wolf, Text: Christina Simon), 1979, Polydor 2048 245
- 1. Jerusalem (englisch, Text: André Heller), 2. Babaya, 1979, Polydor 2048 246